# Borre Sogn
Borre Sogn 
ist eine Kirchspielsgemeinde (dän.: Sogn) auf der Insel Møn im südlichen Dänemark.
Bis 1970 gehörte sie zur Harde Mønbo Herred im damaligen Præstø Amt, danach zur Møn Kommune im Storstrøms Amt, die im Zuge der  Kommunalreform zum 1. Januar 2007 in der Vordingborg Kommune in der Region Sjælland aufgegangen ist.
Im Kirchspiel leben 491 Einwohner, davon 256 im Kirchdorf (Stand: 1. Januar 2023).
Im Kirchspiel liegt die Kirche „Borre Kirke“ und das Borre Sømose.
Nachbargemeinden sind im Westen Elmelunde Sogn und im Osten Magleby Sogn.